# Sophronica abyssinica
Sophronica abyssinica är en skalbaggsart som beskrevs av Stefan von Breuning 1966. Sophronica abyssinica ingår i släktet Sophronica och familjen långhorningar. Inga underarter finns listade i Catalogue of Life.